# Vasvári Pál utca
Vasvári Pál utca est une rue de Budapest, située dans le quartier de Terézváros (6e arrondissement).